# Caspar Merian

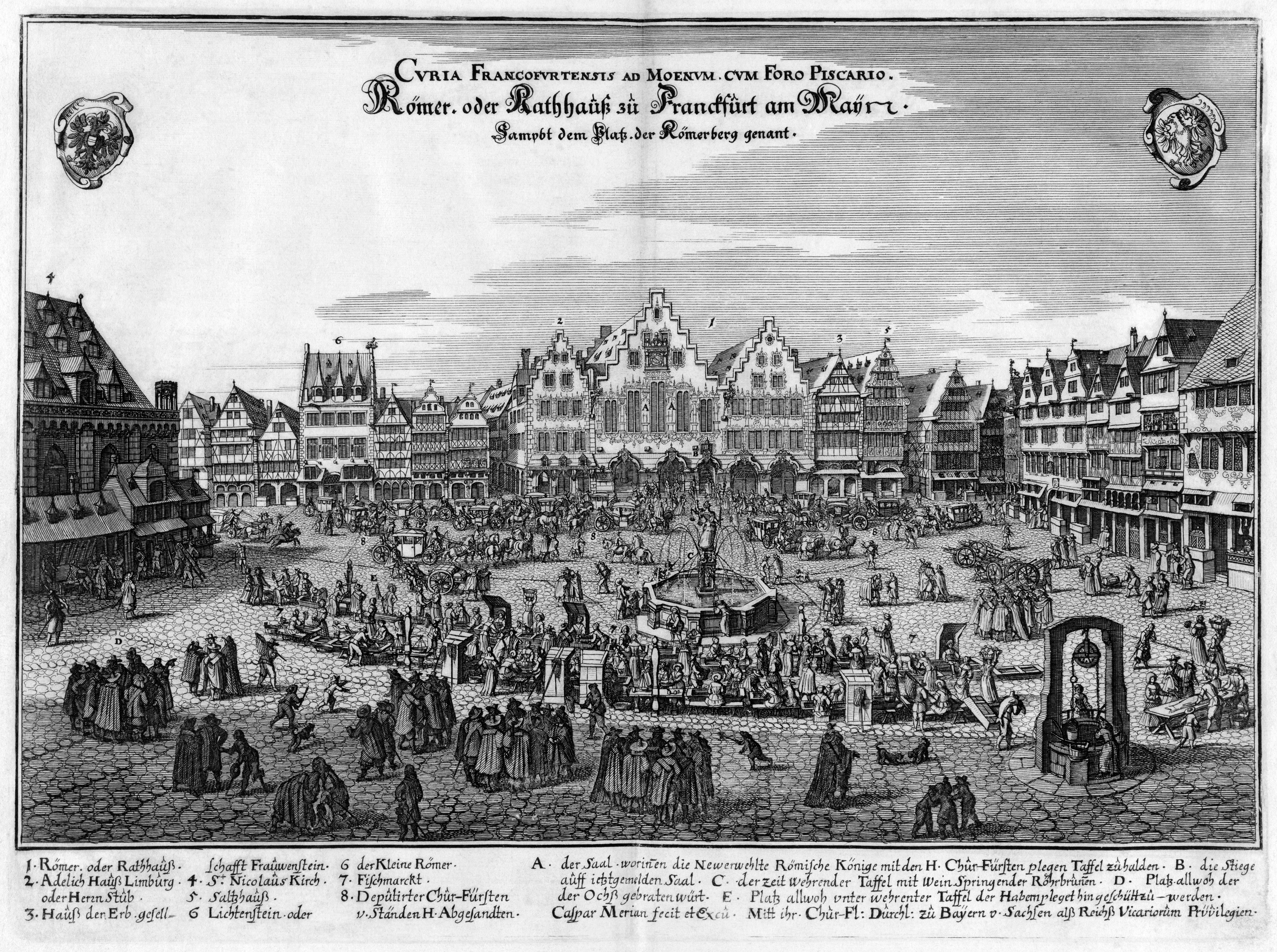
Der Römerberg in Frankfurt. Kupferstich von Caspar Merian, 1658

Caspar Merian (* 13. Februar 1627 in Frankfurt am Main; † 12. April 1686 in Schloss Waltha, Provinz Friesland) war einer der bedeutendsten topographischen Kupferstecher und Verleger des Barock. Er entstammte dem in Frankfurt ansässigen Zweig der Basler Familie Merian.

## Leben und Werk
Caspar Merian war ein Sohn und Schüler des Kupferstechers Matthäus Merian d. Ä. (1593–1650) und dessen Frau Maria Magdalena geb. de Bry. Als Mitarbeiter seines Vaters arbeitete er zeitweilig in Paris und Nürnberg.
Nach dem Tode seines Vaters führte er den Frankfurter Verlag gemeinsam mit seinem Bruder Matthäus d. J. Beide führten die Herausgabe der von ihrem Vater begonnenen Hauptwerke fort, der Topographia Germaniae und des Theatrum Europaeum, und fertigten dafür zahlreiche weitere Stiche an.
1672 zog sich Merian auf ärztliches Anraten nach Wertheim zurück. 1677 übersiedelte er nach Westfriesland und schloss sich der radikalischen protestantischen Glaubensgemeinschaft der Labadisten an, bei denen er bis zu seinem Tode lebte. 1685 hatte er auch seine Halbschwester Maria Sibylla Merian (1647–1717), deren Mutter Johanna Catharina Sibylla geb. Heim und die beiden Töchter seiner Schwester auf seinem Schloss Waltha aufgenommen.